# .de
.de는 독일의 인터넷 국가 코드 최상위 도메인(ccTLD)으로, 독일을 독일어 문자로 나타냈을 때 맨 앞 두자리(Deutschland)를 따서 만들었다. 현재 DENIC이 이 도메인을 관리하고 있다. 1989년까지 동독은 .dd라는 다른 ISO 3166-1 alpha-2 코드를 가지고 있었다.

## 설명
.de는 현재 국가 최상위 도메인 중 .cn 다음으로 두 번째로 많이 쓰이는 도메인이다. 여기에 일반 최상위 도메인까지 추가하면 .com과 .cn 다음으로 세 번째로 많이 쓰이는 도메인이다. 현재 .de로 끝나는 웹사이트 수는 1600만개 이상에 육박한다. 현재 도메인 거래 순위 중 .com에 이어 14%로 2위를 차지하고 있다.
독일 베를린, 함부르크에서는 .de가 아닌 별도 도메인을 사용하기도 하며 바이에른주에서는 . bayern이라는 독립적인 도메인을 추진하고 있다.

## 도메인 규정
이전에 도메인 이름은 3자 이상이어야 했었다. 이 규칙이 시행되기 전에 등록된 db.de, ix.de,(독일 컴퓨터 전문지 iX), hq.de. 등의 두 문자로 이루어진 도메인이 있었다. 네번째 도메인인 bb.de(빌핀거 버거)는 나중에 등록을 취소했다. 2009년 10월 23일 이후, DENIC는 3자 이하 도메인과 숫자 전용 도메인의 등록을 허용했다.
또한, 독일어의 모든 발음과 다른 언어의 발음을 사용할 수 있도록 국제화된 도메인 이름의 등록도 허용된다.

## 역사
.de는 서독(독일 연방 공화국)의 국가 도메인이었다. 그러나 1990년에 있었던 독일의 재통일(동서독 통일)이 동독(독일 민주 공화국)에 속하던 주들이 독일 연방 공화국에 가입하는 형태로 실현됨에 따라 동독의 도메인이었던 .dd가 .de에 합병되었다.

## 악용
스페인어, 프랑스어, 루마니아어, 포르투갈어 등의 많은 언어에서 "de"는 명사의 속격을 나타낸다. 이는 elforo.de과 같은 맞춤형 사이트를 제공하는 독일 TLD(Theforum.of)의 도메인 등록에서 이 사이트 이름을 'elforo.de/wikipedia'과 같은 URL로 인코딩하여 악용하기도 한다.

## 같이 보기
- .dd
- .ag
- .eu